# Бирево (Московская область)
Бирево — деревня в городском округе Клин Московской области России. Население — 411 чел. (2010).

## Население
| 1852 | 1859 | 1886 | 1890 | 1899 | 1926 | 2002 |
| ---- | ---- | ---- | ---- | ---- | ---- | ---- |
| 421  | ↘386 | ↗492 | ↘439 | ↗661 | ↘595 | ↘414 |
| 2006 | 2010 |      |      |      |      |      |
| ↘405 | ↗411 |      |      |      |      |      |

## Расположение
Деревня Бирево расположена на севере Московской области, в северо-восточной части городского округа Клин, примерно в 7 км к северу от города Клина, на безымянном левом притоке реки Сестры, высота центра над уровнем моря — 149 м. Ближайший населённый пункт — примыкающее на севере Троицино. В деревне заканчивается региональная автодорога 46К-0180 Ямуга — Бирево.

## История
В середине XIX века село Бирево 2-го стана Клинского уезда Московской губернии принадлежала Аграфене Васильевне Насоновой, в селе было 35 дворов, церковь, крестьян 205 душ мужского пола и 216 душ женского.
В «Списке населённых мест» 1862 года Бирево-большее — владельческое село 2-го стана Клинского уезда по правую сторону Санкт-Петербурго-Московского шоссе по направлению из Клина в Тверь, в 11 верстах от уездного города и 21 версте от становой квартиры, при колодце и пруде, с 62 дворами, православной церковью и 386 жителями (205 мужчин, 181 женщина).
В 1886 году село входило в состав Трехденевской волости Клинского уезда, насчитывался 71 двор, проживало 492 человека, действовала церковь, ежегодно проводилась ярмарка.
В 1890 году село с 439 жителями относилось к Борщевской волости Клинского уезда.
В 1899 году входило в состав Завидовской волости Клинского уезда, проживал 661 житель, имелась земская школа.
По данным на 1911 год число дворов составляло 94, действовали земское училище и кредитное товарищество.
По материалам Всесоюзной переписи населения 1926 года — административный центр Биревского сельсовета Борщевской волости Клинского уезда в 8,5 км от Ленинградского шоссе и 19,2 км от станции Клин Октябрьской железной дороги; проживало 595 человек (272 мужчины, 323 женщины), насчитывалось 119 хозяйств, из которых 116 крестьянских.
С 1929 года является населённым пунктом Московской области в составе Биревского сельсовета (1929—1939), Березинского сельсовета Клинского района (1939—1958), Маланьинского сельсовета Клинского района (1958—1963, 1965—1966), Маланьинского сельсовета Солнечногорского укрупнённого сельского района (1963—1965), Ямуговского сельсовета Клинского района (1966—1994), Ямуговского сельского округа Клинского района (1994—2006), городского поселения Клин Клинского района (2006—2017), городского округа Клин (с 2017).

## Достопримечательности
В деревне действует Троицкая церковь 1804 года постройки — каменный храм в стиле классицизма, выстроенный на средства Насоновых, с Покровским и Рождество-Богородицким приделами в трапезной. Закрыта в 1937 году, вновь открыта в 1997 году, с 2000 года ремонтируется. Является памятником градостроительства и архитектуры регионального значения.

## Образование
В деревне располагается одна школа:
- Бирёвская начальная школа -детский сад [30]

## Известные уроженцы
В Биреве родился Крюков Павел Павлович (1906—1974) — военный лётчик, генерал-майор авиации, участник боёв на Халхин-Голе и Великой Отечественной войны, Герой Советского Союза.